# Ranunculus grandis
Ranunculus grandis Honda – gatunek rośliny z rodziny jaskrowatych (Ranunculaceae Juss.). Występuje endemicznie w Chinach, w prowincjach Heilongjiang oraz Jilin. 

## Morfologia
PokrójBylina o lekko owłosionych pędach. Dorasta do 20–70 cm wysokości.
LiścieSą trójdzielne. Mają sercowaty kształt. Mierzą 3–8 cm długości oraz 5–14 cm szerokości. Nasada liścia ma sercowaty kształt. Ogonek liściowy jest owłosiony i ma 6–22,5 cm długości.
KwiatySą zebrane po 4 w kwiatostanach. Pojawiają się na szczytach pędów. Mają żółtą barwę. Dorastają do 15–20 mm średnicy. Mają 5 owalnych działek kielicha, które dorastają do 4–6 mm długości. Mają 5 lub 6 owalnych płatków o długości 6–9 mm.
OwoceNagie niełupki o owalnym kształcie i długości 2–3 mm. Tworzą owoc zbiorowy – wieloniełupkę o jajowatym kształcie i dorastającą do 5–6 mm długości.

## Biologia i ekologia
Kwitnie od maja do września, natomiast owoce pojawiają się od czerwca do września. 

## Zmienność
W obrębie tego gatunku wyróżniono jedną odmianę:
- Ranunculus grandis var. manshuricus H. Hara